# 七里沁河
七里沁河，也作里七里沁河、七里星河，位于中华人民共和国黑龙江省东部的一条河流，是挠力河右岸支流，发源于宝清县东北完达山神顶山与皮克山之间，向北流至奇源林场经营站以北右纳山雀河后成为宝清县与饶河县之间的界河，北流至饶河县花砬子山转西北流，经红旗岭农场，于红旗岭农场十二队（七里沁村）汇入挠力河。河流全长75千米，流域面积1204平方千米，河道比降2.0‰~0.1‰，年均径流量2.38亿立方米。七里沁河上游地处山区，森林茂密，是中国重要的木材生产基地，还有鹿茸、蜂蜜等特产。下游沿岸平原地区多沼泽浅泡，土地肥沃，多种植大豆、小麦、玉米等，是中国重要的商品粮基地。